# Ponferrada (stacja kolejowa)
Ponferrada (hiszp. Estación de Ponferrada) – stacja kolejowa w miejscowości Ponferrada, w prowincji León, we wspólnocie autonomicznej Kastylia i León, w Hiszpanii. Jest obsługiwana przez pociągi Larga i Media Distancia (średniego zasięgu) Renfe.

## Położenie
Znajduje się na 251 km linii A Coruña – León, na wysokości 512 m n.p.m., pomiędzy stacjami Posada del Bierzo i San Miguel de las Dueñas.

## Historia
Stacja została otwarta dla ruchu 4 lutego 1882 wraz z uruchomieniem odcinka Ponferrada-Brañuelas linii Palencia-La Coruña. Prace zostały przeprowadzone przez Compañía de los Ferrocarriles de Asturias, Galicia y León (AGL), powstałej by kontynuować rozpoczęte prace przez Compañía del Ferrocarril del Noroeste de España i zarządzać linią. W 1885 roku, słaba sytuacja finansowa spowodowała przejęcie AGL przez Norte. w 1941 roku w wyniku nacjonalizacji kolei w Hiszpanii, stała się częścią RENFE.

## Linie kolejowe
- A Coruña – León